# 대중동
대중동(大中東, Greater Middle East)은 중동이라고도 부르는 '아랍 세계'를 중심으로, 아프가니스탄, 이란, 이스라엘, 터키 등 문화적 유대 관계가 있는 여러 인접국을 아우르는 정치 용어이다.
2004년 6월 G8 정상회담 당시 미국 정부가 회담 준비의 일환으로, 카네기 국제평화재단에 의뢰하여 작성된 문서에 처음 등장한 말이다. 이 문서는 서양이 중동과 북아프리카를 다루는 방식에 전면적인 변화에 나설 것을 제안하였다. 앞서 대외정책연구소 (Foregin Policy Reserch Institute)의 애덤 가핑클 (Adam Garfinkle)이 대중동의 범주에 들어가는 지역과 더불어 중앙아시아, 캅카스까지 아울러 'MENA'로 정의한 바 있다.
이 대중동의 미래를 두고 때로는 '신중동' (New Middle East)이란 말로 표현하기도 했는데, 2006년 6월 아랍에미리트 두바이를 방문한 콘돌리자 라이스 미국 국무장관이, 대중동의 미래에 관한 부시 행정부 2기의 비전을 제시한 연설에서 처음으로 언급하였다. 당시 라이스 국무장관은 '건설적인 혼돈' (constructive chaos)를 통해 신중동을 이룩할 것이라 표현하였고, 몇 주 뒤 2006년 레바논 전쟁 발발로 개최된 에후드 올메르트 이스라엘 총리와의 공동 기자 회견에서도 똑같은 표현을 사용하였다. 이러한 표현의 의미와 그를 통해 드러난 부시 행정부의 비전은 큰 논란의 대상이 되었다. 또 신중동을 이룩하기 위한 노력을 '대중동 프로젝트' (The Great Middle East Project)라고도 불렀다.
전 미국 국가안보보자관 즈비그뉴 브레진스키는 대중동 지역에서 일어나고 있는 "정치적 각성" (political awakening)이 오늘날 부상한 다극 세계의 지표로 볼 수 있다는 견해를 드러냈다. 브레진스키는 대중동을 "세계적인 발칸 반도" (Global balkans)라고 표현하였으며, 유라시아의 조종간이라고 칭했다.  앤드류 바체비치의 저서 <미국의 대중동 전쟁> (America's War for the Greater Middle East, 2016년)에서는, 대중동 지역은 1980년 이란-이라크 전쟁이 시작될 당시부터 계속해서 이어져 오는 분쟁의 무대로 표현한다. 이때부터 미국은 해당 지역에 대한 이익을 증진하기 위해, 문화적으로 상호 연결된 국가 간의 갈등 균형을 유지하는 데 관여해 왔다고 주장하고 있다.

## 국가 목록
다음은 대중동 권역에 속한 것으로 언급된 국가들이다.

### 유엔 회원국과 참관국 (37개국)
| 핵심국 중동 - 레바논 - 바레인 - 사우디아라비아 - 시리아 - 아랍에미리트 - 예멘 - 오만 - 요르단 - 이라크 - 이란 - 이스라엘 - 이집트 - 카타르 - 쿠웨이트 - 키프로스 - 튀르키예 - 팔레스타인 | 변방국 남아시아 - 아프가니스탄 - 파키스탄 동아프리카 - 소말리아 - 지부티 - 코모로 북아프리카 - 리비아 - 모로코 - 수단 - 알제리 - 튀니지 서아프리카 - 모리타니 | 주변 인접국 중앙아시아 - 우즈베키스탄 - 카자흐스탄 - 키르기스스탄 - 타지키스탄 - 투르크메니스탄 남캅카스 - 아르메니아 - 아제르바이잔 - 조지아 |

| 핵심국 중동 - 북키프로스 변방국 동아프리카 - 소말릴란드 북아프리카 - 사하라 아랍 민주 공화국 주변 인접국 남캅카스 - 남오세티야 - 아르차흐 - 압하지야 | 속령 (1개국) - 아크로티리 데켈리아 (영국) 자치령 (6개국) - 고르노바다흐샨 (타지키스탄) - 나히체반 (아제르바이잔) - 로자바 (시리아) - 아자리야 (조지아) - 카라칼파크스탄 (우즈베키스탄) - 쿠르디스탄 (이라크) 실효지배 (5개국) - 팔레스타인 동예루살렘 - 가자 지구 - 골란고원 - 서안 지구 - 서사하라 유엔 통치령 (2개국) - 유엔 키프로스 완충 지대 (UNBZC) - 유엔 철수 감시군 구역 (UNDOF Zone) |

## 같이 보기
- 아랍 세계
- 중동과 북아프리카의 인구 통계
- 그레이트 게임
- MENA (중동+북아프리카)
- 이슬람 세계
- 사이크스-피코 협정
- 거대한 체스판